# Zamarada eryma
Zamarada eryma är en fjärilsart som beskrevs av Fletcher 1974. Zamarada eryma ingår i släktet Zamarada och familjen mätare. Inga underarter finns listade i Catalogue of Life.